# Oblinghem
Oblinghem é uma comuna francesa na região administrativa de Altos da França, no departamento de Pas-de-Calais. Estende-se por uma área de 1,27 km². Em 2010 a comuna tinha 386 habitantes (densidade: 303,9 hab./km²).